# Men in Black II
Men in Black II (bra: Homens de Preto 2; prt: MIB - Homens de Negro II), abreviado como MIIB, é um filme estadunidense, do ano de 2002, dos gêneros ficção científica e ação, dirigido por Barry Sonnenfeld. É baseada na série de quadrinhos de mesmo nome e continuação do filme Men in Black. O filme contém uma participação de alguns minutos do Rei do Pop, Michael Jackson.

## Elenco
| Personagem                            | Ator / Atriz              |
| ------------------------------------- | ------------------------- |
| Kevin Brown / Agente K                | Tommy Lee Jones           |
| Agente J                              | Will Smith                |
| Chefe Z                               | Rip Torn                  |
| Laura Vasquez                         | Rosario Dawson            |
| Serleena                              | Lara Flynn Boyle          |
| Scrad / Charlie                       | Johnny Knoxville          |
| Frank (voz)                           | Tim Blaney                |
| Agente T                              | Patrick Warburton         |
| Jeebs                                 | Tony Shalhoub             |
| Newton                                | David Cross               |
| Agente M                              | Michael Jackson           |
| Ben                                   | Jack Kehler               |
| Hailey                                | Colombe Jacobsen-Derstine |
| Embaixatriz Lauranna                  | Linda Kim                 |
| Agente Gee                            | Sid Hillman               |
| Jarra                                 | John Alexander            |
| Capitão Larry Bridgewater, o Condutor | Peter Spellos             |
| Elizabeth, garota dos selos           | Chloe Sonnenfeld          |
| Homem com Harvey, o Cachorro          | Michael Rivkin            |
| Guarda                                | Alpheus Merchant          |
| Agente MIB Autópsia                   | Nick Cannon               |
| Agente Jovem MIB na Pizzaria          | Jay Johnston              |
| Narrador                              | Peter Graves              |

## Recepção da crítica
Men in Black II tem recepção mista por parte da crítica especializada. Com o Tomatometer de 39% em base de 197 críticas, o Rotten Tomatoes chegou ao consenso: "Sem o frescor do primeiro filme, MIB 2 recicla elementos de seu antecessor, com resultados mistos". Por parte da audiência do site tem 45% de aprovação.

## Premiações
- Indicado

Academy of Science Fiction, Fantasy & Horror Films
Categoria Melhor Filme de Ficção Científica
Kids' Choice Awards
Categoria Melhor Ator (Will Smith)
Phoenix Film Critics Society Awards
Categoria Prêmio PFCS Melhor Make-Up
Framboesa de Ouro
Categoria Pior Atriz Coadjuvante (Lara Flynn Boyle)
Teen Choice Awards
Categoria Melhor Ator de Drama/Ação/Aventura (Will Smith)
Categoria Melhor Filme de Drama/Ação/Aventura
Visual Effects Society Awards
Categoria Melhor Ator em Filmes com Efeitos (Will Smith)
Categoria Melhor Efeitos Visuais (John Andrew Berton Jr., Tom Bertino, Bill Westenhofer e Erik Mattson)
- Ganhou

BMI Film & TV Awards
Categoria Prêmio BMI Film Music (Danny Elfman)
Bogey Awards
Categoria Bogey Award in Platin